# Myriam Abel
Myriam Abel, nata Myriam Abdelhamid (La Grand-Combe, 15 maggio 1981), è una cantante francese di origine berbera.

## Biografia
Nata da famiglia berbera originaria dell'Algeria, nel 2005 Myriam Abel ha partecipato alla terza edizione del talent show Novelle Star, versione francese di Pop Idol, di cui è risultata vincitrice. Ha quindi avuto l'opportunità di registrare un album con la Sony Music, ma nello stesso periodo è stato reso pubblico che la cantante aveva già firmato con la Outcom Produtciton. Il suo primo album in studio, intitolato La vie devant toi, è stato pubblicato a dicembre 2005 e si è posizionato in 5ª posizione nella classifica francese degli album e in 50ª in quella belga, venendo poi certificato disco d'oro in Francia. È stato promosso dal singolo Donne, che ha raggiunto la 2ª posizione nella classifica francese dei singoli e la 12ª in Belgio. Nell'estate 2006 ha pubblicato una cover del brano Baby Can I Hold You di Tracy Chapman, che è arrivata alla 33ª posizione in madrepatria. Il secondo disco di Abel, Qui je suis, è uscito a gennaio 2011 e si è piazzato al 188º posto nella classifica francese.

## Discografia

### Album in studio
- 2005 – La vie devant toi
- 2011 – Qui je suis

### Singoli
- 2005 – Donne
- 2006 – Baby Can I Hold You
- 2011 – Le cœur ailleurs
- 2011 – Trop vite
- 2011 – Silent Room
- 2012 – Win (con Prodigal Sunn)
- 2012 – Prêt pour danser
- 2013 – Tous avec les filles (con Moussier Tombola, Admiral T e Perle Lama)
- 2013 – R.I.P. Madiba (feat. Lord Kossity)